# Сінне (Сумський район)
Сінне́ — село в Україні, у Миропільській сільській громаді Сумського району Сумської області. Населення становить 468 осіб. До 2016 орган місцевого самоврядування — Сіннівська сільська рада.
Після ліквідації Краснопільського району 19 липня 2020 року село увійшло до Сумського району.

## Географія
Село розташоване на березі річки Сінна, яка через 7 км впадає в річку Псел. На відстані 3 км розташовані села Барилівка, Грунівка та Гнилиця.
До села примикає великий лісовий масив (дуб, клен).

## Історія
- Село постраждало внаслідок геноциду українського народу, проведеного урядом СССР 1923—1933 та 1946–1947 роках[2].

#### Російське вторгнення в Україну (з 2022)
- 08 червня 2023 року російська армія вдарила безпілотником "Шахед" по приміщенню Сіннівської філії Миропільського ліцею[3]. “Повністю зруйнований дах, п’ять вікон вибито, стеля пробита, повністю мийка зруйнована, всередині все вигоріло. Скільки це на сьогодні матеріально - оцінити важко”, - пояснює завідувач Сіннівською філією Миропільського ліцею Іван Гнилокозов[4].
- 16 липня 2024 року російські війська обстріляли село. Зафіксовано  2 вибухи, ймовірно БПЛа типу «Ланцет»[5].
- 11 серпня 2024 року село вчергове обстріляв агресор. Як повідомили в оперативному командуванні “Північ” зафіксовано 2 обстріли: 3 вибухи, ймовірно КАБ[6].
- 17 серпня 2024 року оперативне командування «Північ» повідомило про обстріли Сумської області. Серед постраждалих населених пунктів село Сінне – 1 вибухи, ймовірно ракетний удар[7].

## Населення

### Мова
Розподіл населення за рідною мовою за даними перепису 2001 року:
| Мова       | Кількість | Відсоток |
| ---------- | --------- | -------- |
| українська | 453       | 96.79%   |
| російська  | 14        | 3.00%    |
| болгарська | 1         | 0.21%    |
| Усього     | 468       | 100%     |

## Економіка
- Молочно-товарна ферма.
- КСП ім. Мічурина.

## Соціальна сфера
- Школа.

## Пам'ятки
- Братська могила радянських солдатів, загинулих в часі нацистсько-радянської війни.

## Персоналії
- Андрієнко Юрій Олександрович (1993—2014) — український військовик, учасник російсько-української війни[9][10].